# Montgomery Motor Speedway
Der Montgomery Motor Speedway ist eine permanente Motorsport-Rennstrecke in Montgomery County im US-Bundesstaat Alabama.

## Geschichte
Der Kurs wurde 1952 erbaut und ein Jahr später als erster asphaltierter Kurs in Alabama eröffnet. Zwei Jahre wurde dieser Teil des Kalenders der NASCAR Grand National Series (heute als NASCAR Cup Series bekannt) und wurde bis 1969 für Rennen der Serie verwendet.
1999 erwarb Huffman Motor Sports die Strecke und ließ die Anlage vergrößern und renovieren. Trotz der Renovierungen verpachtete der Besitzer den Kurs im Jahr 2006 an Hyundai, worauf dieser als Lagerstätte verwendet wurde. Zwei Jahre später änderte sich dies als Bobby und Mark Knox die Anlage kauften und diese erneut als Rennstrecke eröffneten. Seitdem wird sie vor allem für kleinere Rennserien verwendet.

## Die Strecke
Der Kurs ist ein 0,5 Meilen (0,805 km) langer gepflasterter Ovalkurs. Die Anlage umfasst ebenfalls auch eine Boxengasse mit 32 Plätzen.